# Kom hem hel igen
Kom hem hel igen è il singolo di debutto della cantante svedese Sandra Dahlberg, scritto e composto da Kim Wessel e Mikael Håkansson e pubblicato a gennaio 2004 su etichetta discografica Mariann Grammofon.
Il singolo è uscito poco dopo la conclusione della terza edizione del talent show Fame Factory, a cui Sandra ha partecipato come concorrente. È incluso nell'album di debutto della cantante, Här stannar jag kvar.
Kom hem hel igen ha raggiunto il primo posto nella classifica dei singoli più venduti in Svezia nella settimana del 13 febbraio 2004, rimanendo nella top 60 per 17 settimane.

## Tracce
CD
1. Kom hem hel igen – 3:23
2. Kom hem hel igen (Versione strumentale) – 3:22

## Classifiche
| Classifica (2004) | Posizione massima |
| ----------------- | ----------------- |
| Svezia            | 1                 |